# 사비하 괵첸
사비하 괵첸(튀르키예어: Sabiha Gökçen, 1913년 3월 22일 ~ 2001년 3월 22일)는 튀르키예의 비행사다. 23세였던 1936년에 에스키셰히르 군사항공학교에 입학하면서 튀르키예 최초의 여성 공군 비행사가 되었다. 이스탄불에 위치한 사비하 괵첸 국제공항은 그의 이름에서 유래된 이름이다.